# Honey (canción de L'Arc~en~Ciel)
«Honey» es el undécimo sencillo de la banda japonesa L'Arc~en~Ciel. Salió a la venta junto a otros dos sencillos: Kasou y Shinshoku -lose control- y se escuchaba en el programa Supper Soccer de la TBS y en el comercial de la compañía de telefonía móvil NTT Personal.
Debutó en el número #1 del Oricon Style Singles Weekly Chart y se mantuvo en la lista durante 28 semanas. En 1998 vendió 1 173 440 unidades, siendo el sencillo más vendido del grupo hasta el momento y logrando posicionarse como el #7 sencillo más vendido del año.
En 2006 los primeros 15 sencillos de la banda fueron reeditados en formato de 12cm y no el de 8cm original. 
El tema fue utilizado como 4º ending de la serie de anime ReLIFE.

## Lista de canciones
| N.º | Título  | Letras | Música | Duración |  |
| 1.  | «Honey» | Hyde   | Hyde   | 3:50     |  |